# Flawian Michał Melki
Flawian Michał Melki (ur. 1858 w Kalat’ül Mara, zm. 29 sierpnia 1915 w Cizre) – syryjskokatolicki biskup, męczennik, błogosławiony Kościoła katolickiego.

## Życiorys
Został wyświęcony na kapłana 13 maja 1883, a także był członkiem Bractwa św. Efrema, a potem nominowany i 19 stycznia 1913 wyświęcony na biskupa diecezjalnego Cizre. Zamordowany w czasie ludobójstwa Asyryjczyków 29 sierpnia 1915 za odmowę przejścia na islam.
8 sierpnia 2015 roku papież Franciszek ogłosił dekret dotyczący jego męczeństwa. Uroczysta beatyfikacja odbyła się 29 sierpnia 2015 w Libanie, ceremonii w imieniu papieża dokonał kard. Angelo Amato.